# 隠し念仏
隠し念仏（かくしねんぶつ）は、種々の秘密主義をもつ念仏信仰・民間信仰を意味する呼称である。そのなかでも、浄土真宗系で呪術的な隠し念仏がよく知られており、浄土真宗では異端であることを意味する異安心とされるが、真言念仏の系譜も承けている。信者は、御内法、御内証などと呼び、浄土真宗からは秘事法門、邪義などと呼ばれる。信者同士では在家仏教、内信心とも呼ぶ。現在でも岩手県を中心とした東北地方などに現存する信仰である。

## 隠れ念仏との違い
隠し念仏は、藩からの宗教宗派弾圧のために隠れざるを得なかった薩摩藩や人吉藩の浄土真宗弾圧における隠れ念仏や、日本の江戸期における隠れキリシタンなどとはまったく別である。隠れ念仏の多くは、浄土真宗本願寺教団自体が認可しており、教団に属していたものである。
一方、浄土真宗系の隠し念仏の例を挙げると、浄土真宗本願寺教団そのものから異端視されて邪教とされたため、教団に対しても隠さざるを得なかった宗派内異教である。蓮如（1415年-1499年）が書き記した浄土真宗の『御文章』では、信じれば無間地獄に沈むと警告されている。
隠し念仏は総称であり、地域や流儀（平安時代の真言密教の呪術がそもそもの起源のものも多い）などによって呪術的儀式は異なる。さらに排他的秘密主義のために、その儀式は土俗化しており全貌はいまだに明らかではないが、五木寛之によると、最近では少しずつその秘密儀式の一部などを公開する動きも出ているという。

## 教義
浄土真宗隠し念仏は、浄土真宗の開祖である親鸞（1173年-1263年）の長男である善鸞（1217年-1286年）が浄土真宗の東国布教に遣わされた際に現地で信じたと言われ、邪教に傾き布教したことを理由として、善鸞は父の親鸞から絶縁・追放されている。
善鸞などの隠し念仏の善知識と呼ばれる指導者は、『御書』をよむことができ、儀式を執り行う。善知識は、死ぬ前に次の善知識を3人以内選び、『御書』を伝える。その教義を形作っている書物には、『法要章』（ほうようしょう）や、秘事を行うものに相伝される『御袖下の御書』がある。いくつかの書物があるが、なかでも『法要章』が隠し念仏の聖典である。
『法要章』は、親鸞から蓮如の流れを継ぐ正統な教えであると説く書物であり、相伝を得た善知識に会い、「タスケタマエ」と一念に頼む儀式を行って、何年何月何日何時に阿弥陀仏に頼んで救われたとわかるような信心決定（しんじんけつじょう）を得ることを目的としている。しかし、この善知識に頼るということは、絶対的救済者である阿弥陀仏ではなく、善知識というこの世の人に頼ることであり、当然ながらすべてを阿弥陀仏にまかせてその力にすがろうという浄土真宗の教えに反する。これこそ、浄土真宗本願寺教団が隠し念仏を異端として激しく排除する理由であり、たとえば蓮如などは、救われるためには善知識に会わなければならないという論説を厳しく否定してきた。
隠し念仏では、本尊は弘法大師（空海）、興教大師（覚鑁）、親鸞とされ、真言密教の影響が見られる。表向きは曹洞宗など他の教団に属しており、葬式などは寺で行うが、その後に信者どうしが集まって内々でその教義の秘密のとむらいを行うという。信者は、既存の寺の教えを表法と呼び、隠し念仏の教えを内法（内信心）と呼んでいる。
潜伏する理由として、金儲けを企む者に知られて教えが退廃することを防ぐためとされる。『法要章』には、隠し念仏ではお金を出さなければという気持ちになるので、お金を持っている人からは信心が得にくいとある。

## 儀式

### オトリアゲ
信心決定の儀式はオトリアゲと呼ばれる。
善知識に会い、「助けたまえ」と頼む儀式が行われる。ある文献では同時に、頭を打ち付ける。これを善知識が「よし（または「助けた」、「お助け」など）」というまで行う。鏡で儀式の終わった後、鏡でピカピカさせて光明として拝ませることもある。信者は内容を部外者には語ってはならない、言えば血を吐いて死ぬと脅すことも行われる。

### オトモヅケ
生まれてまもなくの赤子に信心を与えることはオトモヅケと呼ばれる。その後、6～7歳になったときオトリアゲを行う。

## 摘発と影響
1722年には西本願寺の別院から、隠し念仏の信者をみつけたら、正しい教えに改めさせるようにとの掟が各寺に出された。1754年には、仙台藩が摘発し代表者が死罪となり、その後も幾度か摘発された。
1900年前後の明治時代後期にも、名古屋や岐阜、浅草や横浜に秘密結社的に存在して問題視され、根絶を目的として教義体系の暴露本が出版されている。1931年（昭和6年）ごろにも、秘密結社的な悪習であるとして警察に摘発されている。このときには、養老院建設の寄付を募るため地位のある寄付者名簿を見せて勧誘した。

## その他
佐賀県に生まれ、後に高野山で得度して中山身語正宗などを開いた木原覚恵は、実家は浄土真宗の檀徒だったものの、「身語正」という一種の内信心（＝隠し念仏）を家伝としており、その教えの一部が中山身語正宗などの諸教派でも伝わっている。

### 研究論文
- クラーク・チルソン(Clark Chilson)「潜伏する仏教集団:真宗秘密講はなぜいまだに隠れつづけるのか」（PDF）『研究所報』第11号、南山宗教文化研究所、2001年、4-13頁、CRID 1520853832566587904、ISSN 0917818X。
- 門屋光昭「東北の隠し念仏と南九州の隠れ念仏」 (PDF) 『人類学研究所通信』第9号、2001年3月、pp2-9。（南山大学）